# Fatehpur Chaurasi
Fatehpur Chaurasi es un pueblo y nagar Panchayat situado en el distrito de Unnao en el estado de Uttar Pradesh (India). Su población es de 6715 habitantes (2011). 

## Demografía
Según el censo de 2011 la población de Fatehpur Chaurasi era de 6715 habitantes, de los cuales 3550 eran hombres y 3165 eran mujeres. Fatehpur Chaurasi tiene una tasa media de alfabetización del 70,07%, superior a la media estatal del 67,68%: la alfabetización masculina es del 78,63%, y la alfabetización femenina del 60,36%.